# Simon von Chieti
Simon (ital.: Simone da Chieti; † 1243) war ein Graf von Chieti und ein Gefolgsmann des Kaisers und Königs von Sizilien, Friedrich II. von Hohenstaufen.
Möglicherweise war Simon ein Sohn des Grafen Roger von Chieti, der 1212 mit König Friedrich über die Alpen nach Deutschland gezogen war. Im Jahr 1219 zog er selbst zusammen mit dem Erzbischof Berardus von Messina nach Deutschland und schloss sich dort im September dieses Jahres dem Hof des Königs in Haguenau an. Im Folgejahr nahm er an der Kaiserkrönung Friedrichs in Rom teil und kehrte anschließend mit ihm in seine süditalienische Heimat zurück.
Während des Kampfes gegen den Lombardenbund wurde Simon 1237 zum Podestà von Padua gewählt und vom Kaiser neben Ezzelino III. da Romano zum Statthalter der Mark Verona ernannt. Im Juli 1239 folgte die Ernennung zum kaiserlichen Generalvikar der Region östlich von Pavia und im September desselben Jahres konnte Simon die Truppen von Modena und Parma zu einem Sieg über das Heer des Bolognesen führen.
Im Januar 1240 konnte Kaiser Friedrich II., inzwischen auch im Krieg gegen den Papst stehend, kampflos in Viterbo einziehen, das dem Patrimonium Petri angehörte. Als der Kaiser im März dieses Jahres nach Apulien weiter zog, wurde Simon als dessen Statthalter der eroberten päpstlichen Territorien in Viterbo zurückgelassen. 1243 gelang es allerdings dem Kardinal Raniero Capocci die antikaiserliche Partei Viterbos zu mobilisieren, die ihm am 9. September den Einzug in die Stadt ermöglichte. Simon musste sich mit seiner Truppe in das Stadtkastell zurückziehen und ausharren. Im Oktober führte der Kaiser persönlich ein Entsatzheer gegen die Stadt an, die aber von Capocci erfolgreich verteidigt wurde. Nachdem am 10. November die Viterbesen bei einem Ausfall das kaiserliche Lager und die Belagerungsmaschinen zerstören konnten, musste der Kaiser die Stadt aufgeben. In einem schriftlichen Vertrag wurde der kaiserlichen Burgbesatzung der freie Abzug aus der Stadt garantiert, allerdings mussten sich Simon und seine Männer dennoch unter hohen Verlusten den Weg aus der Stadt frei kämpfen. Wegen dieses Wortbruches beklagte sich der Kaiser, wenn auch erfolglos beim Papst.
Simon starb noch im selben Jahr, vielleicht an einer in Viterbo erlittenen Verwundung.